# Трифенілметан
Трифенілметан (тритан) — вуглеводень, похідна метану, в якій три з чотирьох атомів водню замінено фенільними радикалами. Радикалом трифенілметану ({\displaystyle {\ce {(C6H5)3C{-}}}}) є тритил. Трифенілметанова група також входить до складу трифенілметанових барвників.

## Фізичні та хімічні властивості
Безбарвна тверда речовина, розчинна в неполярних органічних рідинах і нерозчинна у воді. Має дві кристалічні модифікації — лабільну (tпл = 81 °C) і стабільну (tпл = 94 °C).
pKa водню при метановому атомі вуглецю становить близько 31, таким чином трифенілметан є сильнішою CH-кислотою, ніж більшість вуглеводнів, оскільки аніон стабілізується делокалізацією заряду на трьох фенільних кільцях.
Трифенілметан реагує з натрієм і калієм у середовищі рідкого аміаку:
{\displaystyle {\mathsf {2Ph_{3}CH+2Na\rightarrow 2Ph_{3}CNa+H_{2}}}}
Трифенілметилнатрій можна також отримати з тритилхлориду і натрію, його широко застосовували в органічному синтезі до популяризації бутиллітію.
Трифенілметиланіон забарвлений в інтенсивний червоний колір. Його можна отримати розчиненням трифенілметану у водних розчинах лугів. Він здатний окислюватися до трифенілметильного радикалу при дії окислювачів (AgNO3 KMnO4 K3[Fe(CN)6].

## Методи синтезу
- За реакцією Фріделя — Крафтса з хлороформу та бензолу в присутності хлориду алюмінію:

{\displaystyle {\mathsf {3C_{6}H_{6}+CHCl_{3}{\xrightarrow[{}]{AlCl_{3}}}(C_{6}H_{5})_{3}CH+3HCl}}}
- З тетрахлорметану і бензолу в присутності хлориду алюмінію з подальшим розкладанням аддукту розведеною соляною кислотою[3]:

{\displaystyle {\mathsf {3C_{6}H_{6}+CCl_{4}+AlCl_{3}\rightarrow (C_{6}H_{5})_{3}CCl\cdot AlCl_{3}}}}
{\displaystyle {\mathsf {(C_{6}H_{5})_{3}CCl\cdot AlCl_{3}{\xrightarrow[{}]{HCl}}(C_{6}H_{5})_{3}CH}}}
- З бензиліден хлориду і бензолу в присутності хлориду алюмінію (бензиліден хлорид отримують у результаті реакції бензальдегіду та хлориду фосфору(V)).

## Трифенілметанові барвники
До трифенілметанових барвників відносять бромкрезоловий зелений:
або малахітовий зелений: